# 마쓰다 고스케
마쓰다 고스케(일본어: 松田 康佑, 1986년 9월 26일 ~ )는 일본의 전 축구 선수이다.

## 구단 경력
그는 2014년부터 2017년까지 J리그의 YSCC 요코하마에서 활동하였다.